# Okurowo
Okurowo – wieś w Polsce położona w województwie podlaskim, w powiecie kolneńskim, w gminie Kolno.
W latach 1954–1959 wieś należała i była siedzibą władz gromady Okurowo, po jej zniesieniu w gromadzie Lachowo. W latach 1975–1998 miejscowość administracyjnie należała do województwa łomżyńskiego.
Wierni kościoła rzymskokatolickiego należą do parafii Zwiastowania Najświętszej Maryi Panny w Lachowie.